# Przewodniczący Knesetu
Przewodniczący Knesetu (hebr. יושב ראש הכנסת, Joszew Rosz ha-Keneset, w skrócie יו''ר) – poseł do Knesetu (jednoizbowego parlamentu Izraela), który kieruje jego pracami. W czasie gdy Prezydent Izraela przebywa poza granicami kraju, pełni obowiązki prezydenta.
Do końca drugiej dekady dwudziestego pierwszego wieku tylko raz przewodniczący nie był przedstawicielem największego ugrupowania w Knesecie – w przypadku Nachuma Nira z Achdut ha-Awoda (1959).
Stanowisko przewodniczącego pełniło do tej pory (2021) dwadzieścia osób, w tym jedna kobieta. Josef Sprinzak, Kadisz Luz i Juli-Jo’el Edelstein pełnili tę funkcję przez trzy kadencje, natomiast Jisra’el Jeszajahu, Re’uwen Riwlin i Jariw Lewin przez dwie.
Dziewięciu przewodniczących było z Likudu, sześciu z Koalicji Pracy/Partii Pracy, dwóch z Mapai, a po jednym z Achdut ha-Awoda, Kadimy, Mocy Izraela i Jest Przyszłość.
W każdej kadencji jest kilku zastępców przewodniczącego.

## Lista przewodniczących Knesetu
| Kneset | Przewodniczący                  | Zdjęcie | Okres urzędowania | Okres urzędowania | Partia polityczna | Zastępcy (lista niepełna) |
| ------ | ------------------------------- | --- | --- | ----------------- | --- | --- |
| 1      | Josef Sprinzak (1885–1959)      | | 14 lutego 1949 | 28 stycznia 1959  | Mapai | • Josef Burg (Zjednoczony Front Religijny) • Nachum Nir (Mapam) |
| 2      | Josef Sprinzak (1885–1959)      | • Josef Serlin (Ogólni Syjoniści) • Ze’ew Szefer (Mapai) | 14 lutego 1949 | 28 stycznia 1959  | Mapai | |
| 3      | Josef Sprinzak (1885–1959)      | • Jisra’el Bar-Jehuda (Achdut ha-Awoda) • Arje Ben Eli’ezer (Herut) • Szemu’el Dajan (Mapai) • Aharon-Ja’akow Grinberg (Mafdal) • Nachum Nir (Achdut ha-Awoda) • Jisra’el Rokach (Ogólni Syjoniści) | 14 lutego 1949 | 28 stycznia 1959  | Mapai | |
| 3      | Nachum Nir (1884–1968)          | • Jisra’el Bar-Jehuda (Achdut ha-Awoda) • Arje Ben Eli’ezer (Herut) • Szemu’el Dajan (Mapai) • Aharon-Ja’akow Grinberg (Mafdal) • Nachum Nir (Achdut ha-Awoda) • Jisra’el Rokach (Ogólni Syjoniści) | | 2 marca 1959      | 30 listopada 1959 | Achdut ha-Awoda |
| 4      | Kadisz Luz (1895–1972)          | | 30 listopada 1959 | 17 listopada 1969 | Mapai | • Arje Ben Eli’ezer (Herut) • Aharon-Ja’akow Grinberg (Mafdal) • Nachum Nir (Achdut ha-Awoda) |
| 5      | Kadisz Luz (1895–1972)          | • Arje Ben Eli’ezer (Herut/Gahal) • Szelomo-Jisra’el Ben-Me’ir (Mafdal) • Aharon-Ja’akow Grinberg (Mafdal) • Nachum Nir (Achdut ha-Awoda) • Josef Serlin (Partia Liberalna/Gahal) | 30 listopada 1959 | 17 listopada 1969 | Mapai | |
| 6      | Kadisz Luz (1895–1972)          | Koalicja Pracy | 30 listopada 1959 | 17 listopada 1969 | • Jisra’el Barzilaj (Mapam) • Arje Ben Eli’ezer (Gahal) • Mosze Sardines (Koalicja Pracy) • Josef Serlin (Gahal) • Emma Talmi (Mapam/Koalicja Pracy) | |
| 7      | Re’uwen Barkat (1906–1972)      | Koalicja Pracy | | 17 listopada 1969 | 5 kwietnia 1972 | • Re’uwen Arazi (Koalicja Pracy) • Arje Ben Eli’ezer (Gahal) • Mordechaj Bibi (Koalicja Pracy) • Ben-Cijjon Keszet (Gahal) • Szelomo Rosen (Koalicja Pracy) • Cewi Zimmerman (Gahal) • Sajf ad-Din az-Zubi (Postęp i Rozwój) |
| 7      | Jisra’el Jeszajahu (1908–1979)  | Koalicja Pracy | | 9 maja 1972       | 13 czerwca 1977 | • Re’uwen Arazi (Koalicja Pracy) • Arje Ben Eli’ezer (Gahal) • Mordechaj Bibi (Koalicja Pracy) • Ben-Cijjon Keszet (Gahal) • Szelomo Rosen (Koalicja Pracy) • Cewi Zimmerman (Gahal) • Sajf ad-Din az-Zubi (Postęp i Rozwój) |
| 8      | Jisra’el Jeszajahu (1908–1979)  | Koalicja Pracy | • Zalman Abramow (Likud) • Awraham Giwelber (Koalicja Pracy) • Ben-Cijjon Keszet (Likud) • Jicchak Perec (Likud) • Pinchas Scheinman (Mafdal) • Mosze Szachal (Koalicja Pracy) | 9 maja 1972       | 13 czerwca 1977 | |
| 9      | Icchak Szamir (1915–2012)       | | 13 czerwca 1977 | 10 marca 1980     | Likud | • Jehuda Me’ir Abramowicz (Agudat Israel) • Binjamin Halewi (Dasz) • Pinchas Scheinman (Mafdal) |
| 9      | Jicchak Berman (1913–2013)      | | 12 marca 1980 | 20 lipca 1981     | Likud | • Jehuda Me’ir Abramowicz (Agudat Israel) • Binjamin Halewi (Dasz) • Pinchas Scheinman (Mafdal) |
| 10     | Menachem Sawidor (1917–1988)    | | 20 lipca 1981 | 13 sierpnia 1984  | Likud | • Mosze Szachal (Koalicja Pracy) |
| 11     | Szelomo Hillel (1923–2021)      | | 11 września 1984 | 20 listopada 1988 | Koalicja Pracy | • Aharon Nahmias (Koalicja Pracy) • Eli’ezer Szostak (Likud) • Dan Tichon (Likud) |
| 12     | Dow Szilanski (1924–2010)       | | 21 listopada 1988 | 13 lipca 1992     | Likud | • Szelomo Dajan (Szas) • Gidon Gadot (Likud) • Nawaf Masalaha (Koalicja Pracy/Partia Pracy) • Refa’el Pinchasi (Szas) • Dan Tichon (Likud) • Mordechaj Wirszubski (Ratz) |
| 13     | Szewach Weiss (1935–2023)       | | 13 lipca 1992 | 24 czerwca 1996   | Partia Pracy | • Josef Azran (Szas) • Refa’el Ederi (Partia Pracy) • Hanna Hadad (Partia Pracy) • Anat Ma’or (Merec) • Dow Szilanski (Likud) • Salih Tarif (Partia Pracy) |
| 14     | Dan Tichon (1937–2024)          | | 24 czerwca 1996 | 7 czerwca 1999    | Likud | • Szemarjahu Ben-Cur (Mafdal) • Na’omi Chazzan (Merec) • Chajjim Dajan (Likud-Comet-Geszer/Comet) • Refa’el Ederi (Partia Pracy) • Jehuda Lancry (Likud-Comet-Geszer/Geszer) • Nawaf Masalaha (Partia Pracy) |
| 15     | Awraham Burg (ur. 1955)         | | 6 lipca 1999 | 17 lutego 2003    | Jeden Izrael, Partia Pracy | • Na’omi Chazzan (Merec) • Abdulmalik Dehamsze (Ra’am) • Juli-Jo’el Edelstein (Likud) • Szemu’el Halpert (Zjednoczony Judaizm Tory) • Ajjub Kara (Likud) • Sofa Landwer (Nasz Dom Izrael) • Maksim Lewi (Jeden Izrael/Geszer) • Nawaf Masalaha (Jeden Izrael/Partia Pracy) • Awraham Rawic (Zjednoczony Judaizm Tory) • Jicchak Waknin (Szas) |
| 16     | Re’uwen Riwlin (ur. 1939)       | | 19 lutego 2003 | 4 maja 2006       | Likud | • Colette Awital (Partia Pracy) • Muhammad Baraka (Hadasz) • Eli Ben-Menachem (Partia Pracy) • Nissim Dahan (Szas) • Abdulmalik Dehamsze (Ra’am) • Chemi Doron (Szinui) • Juli-Jo’el Edelstein (Likud) • Gila Finkelstein (Mafdal) • Mosze Kachlon (Likud) • Etti Liwni (Szinui)                                                              |
| 17     | Dalja Icik (ur. 1952)           | | 4 maja 2006 | 30 marca 2009     | Kadima | • Colette Awital (Partia Pracy) • Muhammad Baraka (Hadasz) • Juli-Jo’el Edelstein (Likud) • Amnon Kohen (Szas) • Jicchak Lewi (Unia Narodowa-Mafdal) • Dawid Rotem (Nasz Dom Izrael) • Gidon Sa’ar (Likud) • Otni’el Szneller (Kadima) • Ahmad at-Tajjibi (Ta’al) • Madżalli Wahbi (Kadima) • Jicchak Ziw (Gil)                               |
| 18     | Re’uwen Riwlin (ur. 1939)       | | 30 marca 2009 | 5 lutego 2013     | Likud | • Ofir Akunis (Likud) • Muhammad Baraka (Hadasz) • Danny Danon (Likud) • Orli Lewi-Abekasis (Nasz Dom Izrael) • Uri Maklew (Zjednoczony Judaizm Tory) • Aleks Miller (Nasz Dom Izrael) • Szelomo Mola (Kadima) • Otni’el Szneller (Kadima) • Ahmad at-Tajjibi (Ta’al) • Madżalli Wahbi (Kadima) • Jicchak Waknin (Szas)                       |
| 19     | Juli-Jo’el Edelstein (ur. 1958) | | 18 marca 2013 | 25 marca 2020     | Likud | • Ofir Akunis (Likud) • Jechi’el Bar (Partia Pracy) • Mosze Feiglin (Likud) • Gila Gamli’el (Likud) • Uri Maklew (Zjednoczony Judaizm Tory) • Nachman Szaj (Partia Pracy) • Ahmad at-Tajjibi (Ta’al) • Jicchak Waknin (Szas) |
| 20     | Juli-Jo’el Edelstein (ur. 1958) | • Jechi’el Bar (Unia Syjonistyczna/Partia Pracy) • Nawa Boker (Likud) • Oren Chazzan (Likud) • Jisra’el Eichler (Zjednoczony Judaizm Tory) • Tali Ploskow (My Wszyscy) • Me’ir Kohen (My Wszyscy) • Becalel Smotricz (Żydowski Dom) • Rewital Swid (Unia Syjonistyczna) • Nachman Szaj (Unia Syjonistyczna) • Ahmad at-Tajjibi (Ta’al) • Jicchak Waknin (Szas) | 18 marca 2013 | 25 marca 2020     | Likud | |
| 21     | Juli-Jo’el Edelstein (ur. 1958) | • Jisra’el Eichler (Zjednoczony Judaizm Tory) • Me’ir Kohen (Niebiesko-Biali) | 18 marca 2013 | 25 marca 2020     | Likud | |
| 23     | Beni Ganc (ur. 1959)            | | 25 marca 2020 | 17 maja 2020      | Moc Izraela | |
| 23     | Jariw Lewin (ur. 1969)          | | 17 maja 2020 | 13 czerwca 2021   | Likud | |
| 24     | Miki Lewi (ur. 1951)            | | 13 czerwca 2021 | 13 grudnia 2022   | Jest Przyszłość | • Ja’akow Margi (Szas) • Mansur Abbas (Ra’am) |
| 25     | Jariw Lewin (ur. 1969)          | | 13 grudnia 2022 | 29 grudnia 2022   | Likud | |
| 25     | Amir Ochanna (ur. 1976)         | | 29 grudnia 2022 |                   | Likud | |